# Liste der Monuments historiques in Aulnois-sur-Seille
Die Liste der Monuments historiques in Aulnois-sur-Seille führt die Monuments historiques in der französischen Gemeinde Aulnois-sur-Seille auf.

## Liste der Bauwerke
| Bezeichnung                   | Beschreibung                                                                                | Standort              | Kennzeichnung | Schutzstatus   | Datum     | Bild           |
| ----------------------------- | ------------------------------------------------------------------------------------------- | --------------------- | ------------- | -------------- | --------- | -------------- |
| Château de Aulnois-sur-Seille | ehemalige Burganlage, um 1380, 1726 zum Schloss umgebaut; Parkanlage ab dem 17. Jahrhundert | Rue du Château (Lage) | PA00106726    | Classé Inscrit | 1963 2013 | weitere Bilder |

## Liste der Objekte
| Bezeichnung | Beschreibung                   | Standort                                | Kennzeichnung | Schutzstatus | Datum | Bild |
| ----------- | ------------------------------ | --------------------------------------- | ------------- | ------------ | ----- | ---- |
| Truhe       | Schmiedeeisen, 17. Jahrhundert | im Château de Aulnois-sur-Seille (Lage) | PM57000658    | Classé       | 2001  |      |